# Урочище «Жолоби» (пам'ятка природи)
Уро́чище «Жо́лоби» — комплексна пам'ятка природи місцевого значення в Україні. Об'єкт природно-заповідного фонду Хмельницької області.
Розташована в межах Ізяславської міської громади Шепетівського району Хмельницької області, на південний захід від села Двірець.
Площа 156 га. Статус присвоєно згідно з рішенням сесії обласної ради від 28.09.1995 року № 67-р. Перебуває у віданні: Ізяславська міська громада.